# Campionato svizzero di tennistavolo femminile
Il campionato svizzero di tennistavolo femminile è posto sotto l'egida della Swiss Table Tennis ed è suddiviso in leghe. La Lega Nazionale A è il massimo campionato ponghista della Svizzera per importanza ed è seguito per gerarchia dalla Lega Nazionale B.

## Campionato
Il Campionato si tiene a partire solitamente da metà settembre fine alla fine di maggio dell'anno successivo. Le squadre si affrontano in un turno di andata e ritorno (2 partite) che ne determina la posizione in classifica.

## Divisioni
Le divisioni del campionato sono riassumibili principalmente in due tronconi:
- La Lega Nazionale gestita dalla Swiss Table Tennis:
  - La massima divisione, la Lega Nazionale A
  - Lega Nazionale B

- La Lega Regionale gestita dalle singole associazioni regionali:
  - Prima Lega
  - Seconda Lega

Riassumendo, il campionato è così schematizzato:
| Livello          | Divisione                        | Divisione                        | Divisione                        | Divisione                        |
| ---------------- | -------------------------------- | -------------------------------- | -------------------------------- | -------------------------------- |
| 1 Lega Nazionale | Lega Nazionale A 6 squadre       | Lega Nazionale A 6 squadre       | Lega Nazionale A 6 squadre       | Lega Nazionale A 6 squadre       |
| 2 Lega Nazionale | Lega Nazionale B Gr. 1 6 squadre | Lega Nazionale B Gr. 1 6 squadre | Lega Nazionale B Gr. 2 6 squadre | Lega Nazionale B Gr. 2 6 squadre |
| 3 Lega Regionale | 1. Lega AGTT Gr. 1 - 3 squadre   | 1. Lega MTTV Gr. 1 - 5 squadre   | 1. Lega NWTTV Gr. 1 - 4 squadre  | 1. Lega OTTV Gr. 1 - 6 squadre   |
| 4 Lega Regionale | 2. Lega OTTV Gr. 1 - 6 squadre   | 2. Lega OTTV Gr. 1 - 6 squadre   | 2. Lega OTTV Gr. 1 - 6 squadre   | 2. Lega OTTV Gr. 1 - 6 squadre   |